# Grote witneusmeerkat
De grote witneusmeerkat of zwarte witneusmeerkat (Cercopithecus nictitans)  is een soort van het geslacht echte meerkatten (Cercopithecus). De wetenschappelijke naam van de soort werd gepubliceerd  door Linnaeus in 1766. 

## Leefgebied
De witneusmeerkat leeft in Afrika ten zuiden van de Sahara in de vooral tropische en vochtige bossen. Ze leven vooral in de bomen maar ook op de grond. Witneusmeerkatten leven in een Savanneklimaat en Tropisch klimaat. Ze komen in Liberia en een stukje in Ivoorkust. In Gabon, Kameroen, Congo en in het noorden van de Democratische republiek Congo.

## Voortplanting
De Witneusmeerkatten leven in groepen van gemiddeld 20 apen, een leider en vrouwtjes. Als de vrouwtjes vruchtbaar zijn worden er meer mannetjes toegelaten in de groep.

## Ondersoorten
De soort heeft vijf ondersoorten:
- Cercopithecus nictitans nictitans (Linnaeus, 1766) – komt voor in Kameroen, de Centraal-Afrikaanse Republiek, Gabon, Equatoriaal-Guinea, Congo-Brazzaville en Congo-Kinshasa.
- Cercopithecus nictitans insolitus Elliot, 1909 – komt voor in het westen van Nigeria.
- Cercopithecus nictitans ludio Gray, 1849 – komt voor in het westen van Kameroen en het zuidoosten van Nigeria.
- Cercopithecus nictitans martini Waterhouse, 1838 –  komt voor op het eiland Bioko.
- Cercopithecus nictitans stampflii Jentink, 1888 – komt voor in Liberia en Ivoorkust.